# Mûres
Pour l’article ayant un titre homophone, voir mûre.
Mûres est une commune française située dans le département de la Haute-Savoie, en région Auvergne-Rhône-Alpes. Elle fait partie du pays de l'Albanais et du canton d'Alby-sur-Chéran.

## Urbanisme

### Typologie
Au 1er janvier 2024, Mûres est catégorisée commune rurale à habitat dispersé, selon la nouvelle grille communale de densité à sept niveaux définie par l'Insee en 2022.
Elle est située hors unité urbaine. Par ailleurs la commune fait partie de l'aire d'attraction d'Annecy, dont elle est une commune de la couronne,. Cette aire, qui regroupe 79 communes, est catégorisée dans les aires de 200 000 à moins de 700 000 habitants,.

### Occupation des sols
L'occupation des sols de la commune, telle qu'elle ressort de la base de données européenne d’occupation biophysique des sols Corine Land Cover (CLC), est marquée par l'importance des territoires agricoles (81,5 % en 2018), en diminution par rapport à 1990 (87,2 %). La répartition détaillée en 2018 est la suivante : 
zones agricoles hétérogènes (45,4 %), prairies (24,9 %), forêts (12,8 %), terres arables (11,2 %), zones urbanisées (5,7 %).
L'IGN met par ailleurs à disposition un outil en ligne permettant de comparer l’évolution dans le temps de l’occupation des sols de la commune (ou de territoires à des échelles différentes). Plusieurs époques sont accessibles sous forme de cartes ou photos aériennes : la carte de Cassini (XVIIIe siècle), la carte d'état-major (1820-1866) et la période actuelle (1950 à aujourd'hui).

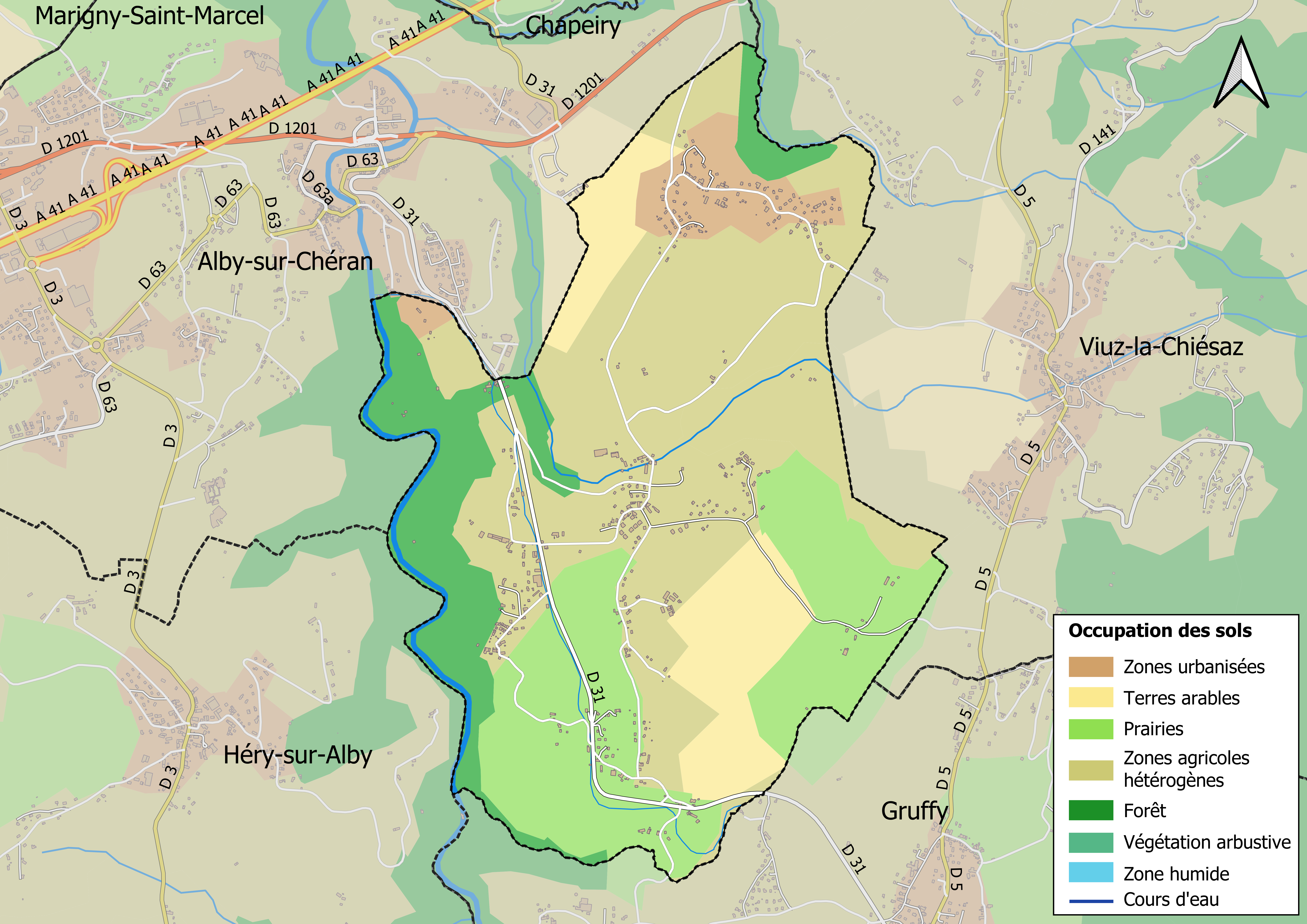
Carte des infrastructures et de l'occupation des sols en 2018 (CLC) de la commune.
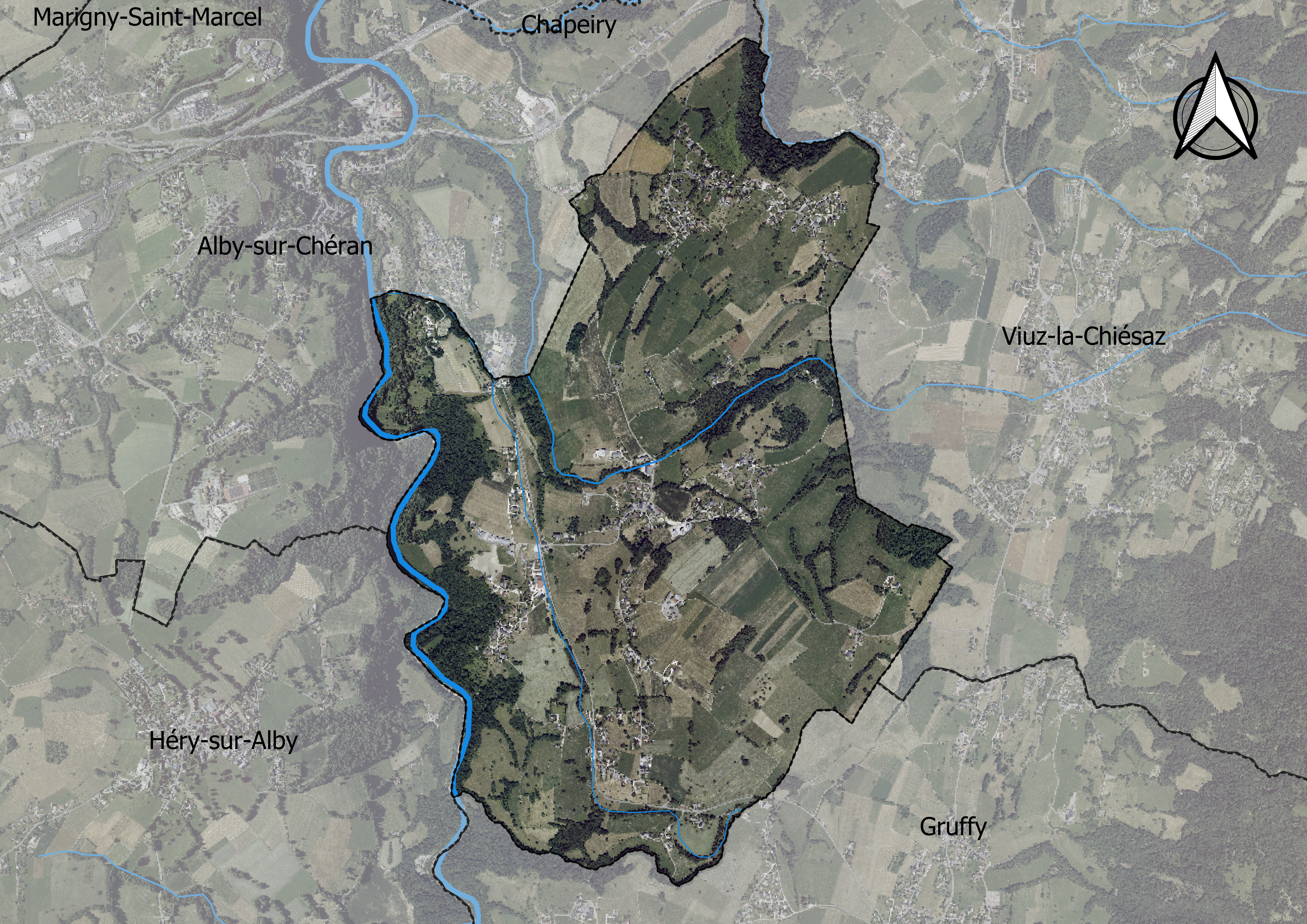
Carte orthophotogrammétrique de la commune.

## Toponymie
Mûres est un toponyme qui trouve son origine avec le fruit de la ronce, la mûre.
En francoprovençal, le nom de la commune s'écrit Mure , selon la graphie de Conflans.

## Politique et administration

### Situation administrative
Mûres fait partie du Canton de Rumilly, qui compte selon le redécoupage cantonal de 2014 29 communes. Avant ce redécoupage, la commune appartenait au canton d'Alby-sur-Chéran, dont Alby-sur-Chéran était le chef-lieu.
La commune appartient depuis le 1er janvier 2017 au Grand Annecy à la suite du regroupement territorial. La Communauté de communes du Pays d'Alby-sur-Chéran, créée en 1993 et qui fait suite à différents syndicats communaux (Syndicat Intercommunal pour le Développement Économique du Canton d'Alby, Syndicat Intercommunal pour l'Équipement Scolaire du Canton d'Alby, Syndicat Intercommunal pour le Ramassage des Élèves du Canton d'Alby). On retrouve ainsi les onze communes de l'ancien canton d'Alby-sur-Chéran.
Mûres relève de l'arrondissement d'Annecy et de la deuxième circonscription de la Haute-Savoie.

### Liste des maires
| Période                                  | Période  | Identité                | Étiquette | Qualité |
| ---------------------------------------- | -------- | ----------------------- | --------- | ------- |
| Les données manquantes sont à compléter. |          |                         |           |         |
| avant 1981                               | ?        | Robert Collombat        | PCF       |         |
| avant 1995                               | ?        | Robert Daviet           | PCF       |         |
| mars 2001                                | mai 2012 | Jean-Pierre Buguet      | SE        |         |
| 2014                                     | 2014     | Jean-Baptiste Bourgeois | SE        |         |
| 2014                                     | En cours | David Dubosson          | SE        |         |

## Démographie
Les habitants de Mûres sont appelés les Mûrain(e)s.
L'évolution du nombre d'habitants est connue à travers les recensements de la population effectués dans la commune depuis 1793. Pour les communes de moins de 10 000 habitants, une enquête de recensement portant sur toute la population est réalisée tous les cinq ans, les populations de référence des années intermédiaires étant quant à elles estimées par interpolation ou extrapolation. Pour la commune, le premier recensement exhaustif entrant dans le cadre du nouveau dispositif a été réalisé en 2008.

En 2022, la commune comptait 882 habitants, en évolution de +20,82 % par rapport à 2016 (Haute-Savoie : +6,01 %, France hors Mayotte : +2,11 %).
| 1793 | 1800 | 1806 | 1822 | 1838 | 1848 | 1858 | 1861 | 1866 |
| ---- | ---- | ---- | ---- | ---- | ---- | ---- | ---- | ---- |
| 308  | 266  | 328  | 324  | 422  | 430  | 467  | 504  | 500  |

| 1872 | 1876 | 1881 | 1886 | 1891 | 1896 | 1901 | 1906 | 1911 |
| ---- | ---- | ---- | ---- | ---- | ---- | ---- | ---- | ---- |
| 510  | 490  | 453  | 459  | 465  | 412  | 402  | 360  | 378  |

| 1921 | 1926 | 1931 | 1936 | 1946 | 1954 | 1962 | 1968 | 1975 |
| ---- | ---- | ---- | ---- | ---- | ---- | ---- | ---- | ---- |
| 321  | 325  | 325  | 332  | 288  | 280  | 290  | 264  | 266  |

| 1982 | 1990 | 1999 | 2006 | 2008 | 2013 | 2018 | 2022 | - |
| ---- | ---- | ---- | ---- | ---- | ---- | ---- | ---- | - |
| 320  | 472  | 650  | 673  | 680  | 686  | 839  | 882  | - |

## Lieux et monuments
- Église dédiée à saint Donat, intérieur de style baroque, retable à voir.
- Le château de Pierrecharve est situé tout près d'Alby, dans une boucle du Chéran, il est un des sept châteaux protégeant le passage du Chéran à Alby-sur-Chéran. Il est perché sur un rocher de molasse de 40 m de haut, la pierre chauve, au milieu d'un pré en forme de croissant de lune. On ne connaît pas sa date de construction, mais on sait qu'il existait au XIIe siècle. La base du château, taillée dans le rocher, laisse supposer qu'il pouvait y avoir à l'origine un habitat troglodyte. Il n'en reste aujourd'hui qu'une tour dominant la rivière. Il pourrait originellement s'agir d'une maison forte qui contrôlait le passage d'un très ancien pont de bois démontable en cas d'invasion. Il existe un projet de réhabilitation mené par une association locale, « les Compagnons du Château de Pierrecharve », en partenariat avec, entre autres, la commune de Mûres, le PNR des Bauges, les services archéologiques de la Haute-Savoie, l'association Alby Animation Médiévale.
- Le moulin de Mûres, construit de 1868 à 1870.

### Héraldique
| Blason à dessiner | Les armes de Mûres se blasonnement ainsi : D'or au chef de gueules chargée d'une couronne du champ. |

## Économie
Commune à caractère pastoral, 4 exploitations agricoles, tournées vers la production de lait (AOC abondance et reblochon). Plusieurs entreprises de premier et second œuvre.
Commune en TPU (taxe professionnelle unifiée au niveau communauté de communes du Pays d'Alby).

## Évènements
- « Fête des Tracteurs » créée en 2004 par le maire Jean-Pierre Buguet en collaboration avec l'Amicale des Sapeurs Pompiers de Mûres : concentration des tracteurs agricoles de la commune le dernier dimanche du mois d'août, animations par les associations et les élus de la commune. Animation musicale le samedi soir après le repas savoyard.
- Concert de la Saint-Nicolas organisé par l'association Animûres.
- Fête du Hameau de Chessy le 1er week-end de septembre, mise en route du Four banal « Farnier », réunion de tous les habitants du hameau.
- Week-end vannerie au printemps organisé par Animûres.

## Personnalités liées à la commune
- Jean de Genève, XIVe siècle, évêque de Genève, seigneur de Pierre-Charve.
- Sébastien de Montfalcon, XVIe siècle, évêque de Lausanne, propriétaire de Pierre-Charve.
- Colonel Victor de Mareschal Duyn, marquis de Saint-Michel, propriétaire de Pierre-Charve.
- Philibert Simond, vicaire de Rumilly, propriétaire de Pierre-Charve, député du Bas-Rhin à la Convention nationale, est guillotiné à Paris, le 14 avril 1794.